# 卡洛斯·瓜斯塔维诺
卡洛斯·瓜斯塔维诺（西班牙語：Carlos Guastavino，1912年4月5日—2000年10月29日），阿根廷作曲家。早年在布宜诺斯艾利斯学习音乐，1947年赴英国演出，受到欢迎。1956年访问了苏联和中华人民共和国，后来一直留在阿根廷从事创作。瓜斯塔维诺是一位典型的民族主义作曲家，
他在作品中经常采用阿根廷民间音乐的旋律，同时还结合印象主义的创作手法，在国际上受到广泛的欢迎。